# الجمعية الأوروبية لتعليم الهندسة
الجمعية الأوروبية لتعليم الهندسة هي منظمة دولية غير حكومية تأسست في بلجيكا في عام 1973 للتعليم الهندسي في أوروبا تعرف إختصاراً باسم SEFI وهو اختصار لاسمها (بالفرنسية:  Société Européenne pour la Formation des Ingénieurs)‏ هدفها تعزيز تبادل المعلومات حول التطورات الحالية في مجال التعليم الهندسيبين المعلمين والباحثين والطلاب في مختلف الدول الأوروبية.